# Надёжность личности
Надёжность личности — положительное духовно-нравственное качество личности, выражающее устойчивость и твёрдость нравственных основ её поведения.

## Добродетель
Надёжность как качество характера считается добродетелью, наряду с честностью, доброжелательностью и справедливостью. По замечанию Т. Ю. Ивановой и В. И. Приходько, в России надёжность считается «немецкой» добродетелью и не особенно ценится.

## Терминология
Крук В. М. предполагает, что изначально понятие надёжность (благонадёжность) характеризовало соответствующие личностно-функционально-деятельностные показатели человека и только позже пришло в технические науки и в психологию труда. 
Согласно Словарю церковно-славянского и русского языка 1847 года: «надёжный человек подаёт основательную надежду, демонстрирует крепость и верность». В дореволюционной России существовала целостная система психолого-практических представлений о надёжности специалиста, путях и способах её изучения, поддержания и обеспечения. Надёжность человека традиционно рассматривалась как проблема, требующая отбора, контроля и специального обеспечения. Н.Д. Бутовский отмечает, что надёжность солдата – это показатель казарменной нравственности, результат специально проводимой работы. В советский период психология личностной надёжности не получила развития.
В настоящее время надёжность деятельности изучается преимущественно инженерной психологией. Основным предметом исследований в этой области является ошибка человека в процессе деятельности, её причины, проявления и последствия, а также выработка рекомендаций по обеспечению надёжности и безопасности труда. Исходя из этого Бодров В.А. и Орлов В.Я. различают «профессиональную» и «функциональную» надёжность. Надёжность специалиста находится в прямой зависимости от качества его профессиональной подготовки, индивидуальных особенностей, в том числе личностных факторов.
Надёжность имеет когнитивные, смысловые, эмоциональные и нравственные детерминанты, поддающиеся измерению методами психологии. Веселова Е. К. определяет моральную надёжность профессиональной деятельности как способность следовать моральным требованиям профессионального этического кодекса профессии, как умение вести себя нравственно, оставаться совестливым и справедливым в затруднительных обстоятельствах. Стрижов Е. Ю., как характеристику уровня развития самосознания личности, при котором жизненные цели и способы их достижения осознаны, организованы и упорядочены в соответствии с нормами морали.